# Mike Jensen
Mike Lindemann Jensen (ur. 19 lutego 1988 w Herlev) – duński piłkarz występujący na pozycji pomocnika w HB Køge oraz w reprezentacji Danii.

## Kariera klubowa
Jensen zawodową karierę rozpoczynał w 2006 w Brøndby IF. W Superligaen zadebiutował 23 kwietnia 2006 w przegranym 0:2 meczu z FC Midtjylland. 11 listopada 2006 w wygranym 3:1 spotkaniu z Silkeborgiem strzelił pierwszego gola w lidze duńskiej. W 2008 zdobył z klubem Puchar Danii. W tym samym roku, od lipca do grudnia, Jensen przebywał na wypożyczeniu w szwedzkim Malmö. Potem powrócił do Brøndby.
6 lutego 2013 Jensen przeszedł do Rosenborg BK. Zdobył z nim cztery mistrzostwa Norwegii w latach 2015–2018, trzy puchary krajowe oraz superpuchar. W lidze norweskiej rozegrał 197 spotkania, w których zdobył 36 bramek.
Zimą 2020 został piłkarzem cypryjskiego klubu APOEL FC. W Protathlima A’ Kategorias zadebiutował 25 stycznia 2020 w wygranym 3:0 meczu z Doksa Katokopia. 1 lutego 2021 został zawodnikiem HB Køge.

## Kariera reprezentacyjna
W reprezentacji Danii Jensen zadebiutował 11 sierpnia 2010 w zremisowanym 2:2 towarzyskim meczu z Niemcami.